# Ramazanides
Les Ramazanides (en turc ottoman : رمضان اوغللري, en turc : Ramazanoğulları) forment une dynastie turkmene de la période des beylicats en Anatolie (1378-1608). Ils ont étendu leur pouvoir dans l'ancienne Cilicie autour d’Adana et de Tarse. Ramazan, l’éponyme de la dynastie est d’origine oghouze, mais le premier à régner effectivement en Cilicie avec pour capitale Adana est son fils İbrahim Ier. Ce dernier a aidé les Karamanides et les Dulkadirides à combattre les Mamelouks. La position des Ramazanides va osciller entre le soutien des Mamelouks ou celui des Karamanides avec une tendance à être plutôt du côté des Mamelouks. Ensuite, ils forment un État tampon entre les Ottomans et les Mamelouks. En 1516, le sultan ottoman Selim Yavuz est en campagne pour combattre les Mamelouks en Syrie. Les Ramazanides doivent se soumettre à la suzeraineté ottomane, mais ils continuent à être gouverneurs d’Adana jusqu'en 1608. La région devient alors une province de l'empire ottoman avec un gouverneur nommé par Constantinople.

## Histoire
Le royaume de Petite-Arménie était un État fondé en Cilicie, au sud-est de l’Anatolie, par des réfugiés arméniens fuyant l’invasion seldjoukide de l’Arménie. Ce petit royaume va rester enclavé dans l’empire seldjoukide, puis à la frontière orientale du sultanat de Roum jusqu’à la disparition de ce dernier en 1307. Il fait ensuite face aux premiers beylicats d’Anatolie. Lorsque le Karamanide Burhâneddin Musa revient de son pèlerinage à La Mecque sous la protection du sultan mamelouk An-Nâsir Muhammad ben Qalâ'ûn, des partisans du roi de Petite-Arménie essaient de le faire prisonnier. Les Mamelouks sanctionnent cette tentative par le saccage de la Cilicie (vers 1335). À la fin du XIVe siècle, la Petite-Arménie est envahie par les Mamelouks. La chute de Sis (actuellement Kozan) en avril 1375, met un terme au royaume arménien de Cilicie. Son dernier souverain, Léon VI d'Arménie, est capturé et emprisonné au Caire, puis libéré contre rançon ; il meurt en exil à Paris en 1393, après avoir vainement appelé à une nouvelle croisade. Les Mamelouks avaient conquis la Cilicie, mais ils furent incapables de s'y maintenir. Les tribus turques dont celles des Ramazanides en profitent pour s’installer dans la région.
Ramazan fondateur de la dynastie des Ramazanides est mentionné dès 1353, où il s’installe à Elbistan

### Sârimeddin İbrahimIer
En 1378, Ramazan décède et son fils Sârimeddin İbrahim lui succède. Il prend Adana et en fait sa capitale en 1381. Il aide les Karamanides et les Dulkadirides dans leurs combats contre les Mamelouks. C’est au cours de ces combats qu’il meurt en 1383.

### Şihabeddin Ahmed
Şihabeddin Ahmed est le frère d’İbrahim Ier ; Il lui succède pour un long règne de 33 ans. Contrairement à son frère, il est plutôt favorable aux Mamelouks. Les Ottomans viennent d’être vaincus par Tamerlan (1402). Les Mamelouks semblent plus en position de défendre la principauté. En 1410, Ahmad fait un voyage au Caire.
En 1415, après un blocus de sept mois, Ahmed prend Tarse aux Karamanides. Il étend son domaine aux villes de Sis (actuellement Kozan) et Ayas
Ahmed meurt en 1416. Il laisse trois fils İbrahim, Hamza et Mehmed qui vont se disputer le trône. Il n’est cependant pas certain que le troisième, Mehmed, est le fils d’Ahmed.

### Les fils d’Ahmed
İbrahim reprend le titre de son grand-père : Sârimeddin. Il est le gendre du Karamanide Nâsıreddin Mehmed II. Il a occupé le poste de bey à Tarse de 1416 à 1418. Le sultan mamelouk Al-Muayyad Chaykh part d’Égypte vers l’Anatolie. Les Karamanides se replient dans les montagnes laissant İbrahim seul. Le Karamanide Nâsıreddin Mehmed II est pris par les mamelouks et amené en Égypte. En 1418, İbrahim est démis et remplacé par son frère Hamza.
Le pouvoir réel est détenu par İzzeddin Hamza. İbrahim est tué au Caire le 15 décembre 1427. Hamza est tué lui aussi 1429. Mehmed, le troisième fils d’Ahmed règne jusqu’en 1435.

### Eylük, Dündar et Ömer
Eylük succède à son père Mehmed. Il meurt assassiné.
Dündar (peut-être fils d’Eylük) lui succède. La principauté voisine des Dulkadirides, connaît une période d’instabilité. Après le meurtre de Melik Arslan, on voit s’affronter Şahbudak et Şehsuvar, ses deux frères cadets prétendants au trône (1465). Şehsuvar a pour lui le soutien du sultan ottoman Mehmet II Fatih, alors que Şahbudak à la préférence du sultan mamelouk Qaitbay. Dündar se range du côté de Şehsuvar  et appelle à son aide les Ottomans pour se protéger d’une invasion mamelouke.
Ömer succède à Dündar (probablement son cousin germain et petit-fils de Mehmed). Davud le frère d’Ömer est tué à Alep en 1480. Ömer est fait prisonnier par les Ottomans en 1485 et est exécuté.

### Halil, Mahmud et Selim
Ce sont deux fils de Davud, Garseddin Halil, puis Mahmud qui prennent la succession.
Mahmud subit la suzeraineté ottomane, il réside à Constantinople dans les années 1514-1516. Selim un fils d’Ömer règne brièvement. Mahmud est renvoyé à Adana mais est sous la tutelle ottomane. Il combat les mamelouks à leurs côtés. Il meurt le 22 janvier 1517 au cours d’une bataille entre le dernier sultan mamelouk Touman Bey et le sultan ottoman Selim Ier Yavuz.

### Kubad et Piri Mehmed
Deux fils de Halil, Kubad puis Piri Mehmed lui succèdent. Halil et ses fils laissent d’importantes constructions. La plus significative de ces constructions est le complexe formé des deux mosquées Akça Mescit et Ulu Camii, et la mosquée Yağ Camii (Eski Camii).
La position de plaine de Cilicie (Cilicia pedia, appelée actuellement Çukurova) sur le chemin du pèlerinage à La Mecque et sur une importante route commerciale, a favorisé le développement économique de la région pendant le règne des Ramazanides.

## La dynastie

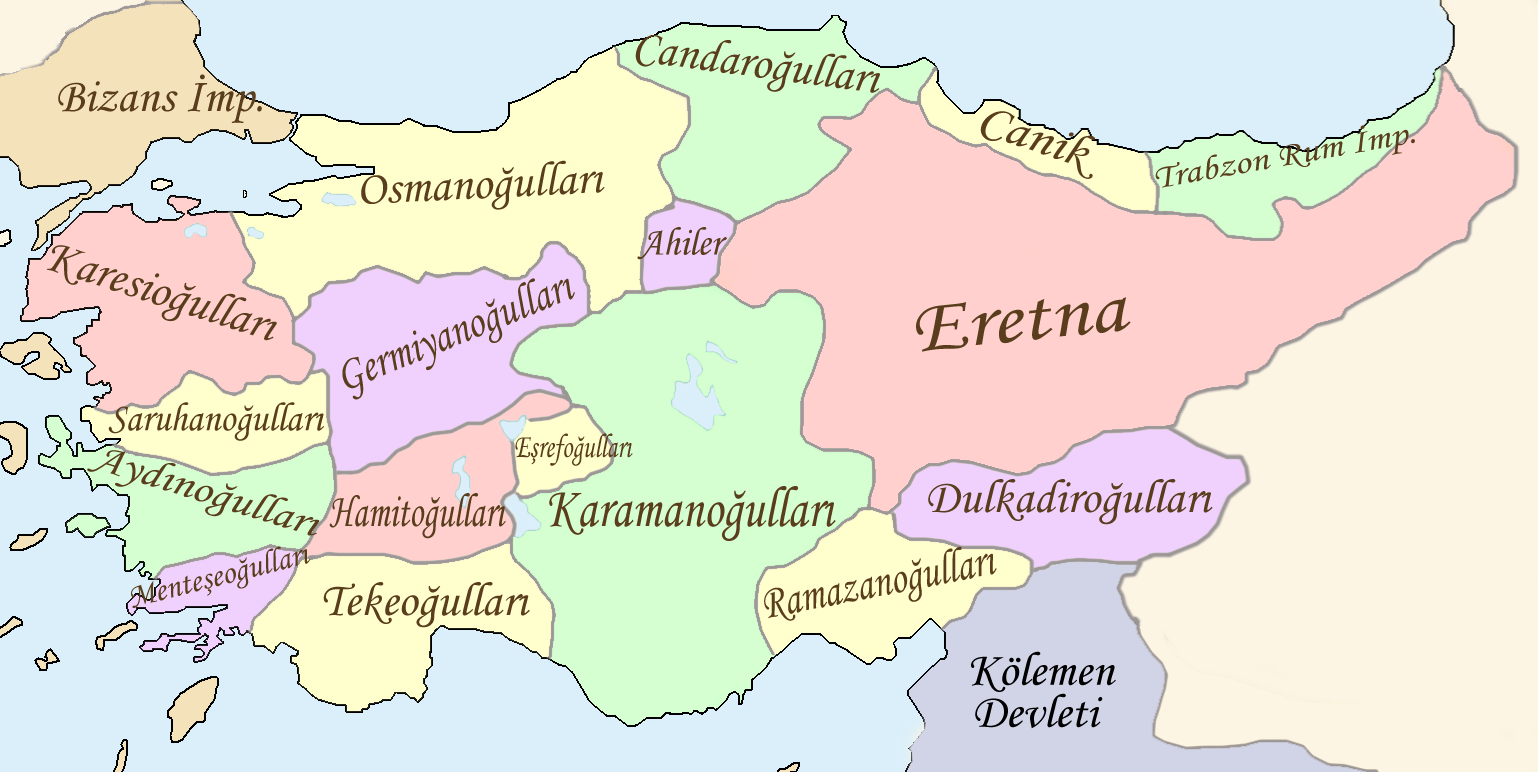
Carte des beylicats d’Anatolie formés après la Bataille de Köse Dağ (26 juin 1243)

| 1353-1378 | Ramadhan                 | Ramazan            |                                     | Fondateur de la dynastie mentionné en 1353.              |
| 1378-1383 | Sârim al-Dîn Ibrahim Ier | Sârimeddin İbrahim | Ramazan                             |                                                          |
| 1383-1416 | Shihâb al-Dîn Ahmad      | Şihabeddin Ahmed   | Ramazan                             |                                                          |
| 1416-1418 | Sârim al-Dîn Ibrahim II  | İbrahim II         | Ahmed                               |                                                          |
| 1418-1429 | `Izz al-Dîn Hamza        | İzzeddin Hamza     | Ahmed                               |                                                          |
| 1429- ?   | Muhammad Ier             | Mehmed             | Ahmed ?                             |                                                          |
| ? - ?     |                          | Eylük              | Mehmed ?                            |                                                          |
| ?- ?      |                          | Dündar             | Eylük ?                             |                                                          |
| ? -1485   | 'Umar                    | Ömer               | İbrahim fils de Mehmed              |                                                          |
| 1485-1510 | Ghars al-Dîn Khalîl      | Garseddin Halil    | Davud fils d’İbrahim fils de Mehmed |                                                          |
| 1510-1516 | Mahmûd                   | Mahmud             | Davud fils d’İbrahim fils de Mehmed | Sous la suzeraineté de l’empire ottoman à partir de 1510 |
| 1514-1516 | Selîm                    | Selim              | Ömer                                |                                                          |
| 1517-1520 | Qubâdh                   | Kubad              | Halil                               |                                                          |
| 1520-1568 | Pîrî Muhammad            | Piri Mehmed        | Halil                               |                                                          |
| 1568-1569 | Darwîsh                  | Derviş             | Piri Mehmed                         |                                                          |
| 1569-1589 | Ibrahim III              | İbrahim            | Piri Mehmed                         |                                                          |
| 1589-1594 | Muhammad II              | Mehmed             | İbrahim III                         |                                                          |
| 1594-1608 | Pîr Mansûr               | Pir Mansur         | Mehmed II                           | Annexion à l’empire ottoman en 1608.                     |